# Agnieszka Kozłowska-Rajewicz
Agnieszka Kozłowska-Rajewicz, née le 4 décembre 1969 à Kętrzyn, est une femme politique polonaise, membre de la Plate-forme civique (PO).